# خواكيم زان
خواكيم زان (بالألمانية: Joachim Zahn)‏ هو محامي وشخصية أعمال ألماني، ولد في 24 يناير 1914 في بارمن في ألمانيا، وتوفي في 9 أكتوبر 2002 في ميونخ في ألمانيا.

## وصلات خارجية
- خواكيم زان على موقع مونزينجر (الألمانية)